# Procriconema membranifer
Procriconema membranifer is een rondwormensoort. De wetenschappelijke naam van de soort is voor het eerst geldig gepubliceerd in 1925 door Micoletzky.